# Copas (jogo de cartas)
Copas é um jogo de baralho para quatro, cinco ou seis jogadores individuais que usa a mecânica de vazas. É conhecido também por Copas Fora, Miquilina ou Menos Copa e uma de suas variantes está presente em versões do sistema operacional Microsoft Windows. Desde 1995 acompanha os Windows 95, 98, XP, Vista e 7.

## Sistemática
O jogo é um Perde-Ganha. Diferente de outros jogos como Buraco ou Truco, em que o objetivo é fazer a maior pontuação possível, o jogador com menos pontos se consagra vencedor.
São distribuídas quantidades iguais de cartas para os quatro jogadores. Um deles joga uma carta, os outros três, em ordem e, se possível, respeitando-se o naipe, fazem o mesmo. Quem tiver a carta de maior valor e do naipe "puxado", leva as outras três para a contagem. Esse jogador então será o que jogará a primeira carta na próxima rodada. Repete-se até que acabem as cartas.
Ao final da rodada os pontos são somados. As cartas são redistribuídas e joga-se novamente. O processo se repete até que alguém atinja 100 pontos (ou outro valor estabelecido), e o jogador com a menor pontuação então será o vencedor.

## Pontuação
Cada carta de copas vale um ponto, a dama de espadas (Q♠), também chamada de "Miquelina", vale 10 ou 13 pontos, dependendo da variante. As demais cartas não possuem valor algum.

## Acertar a lua (Moon)
Essa é a jogada máxima de Copas, é uma jogada considerada "kamikaze" por muitos jogadores.
Consiste em conseguir capturar todas as cartas de copas do 2 até o A e a dama de espadas (Q♠).
Caso você consiga, ao final da rodada você fica sem pontos e todos os outros jogadores recebem 26 pontos (o máximo em uma rodada).
Caso contrário, lhe faltando uma simples carta, você ganha 25 pontos, por isso é considerada uma tática muito arriscada e perigosa, além de exigir audácia, preparo e um bocado de sorte.

## Variantes
- Internacional (black lady) - São utilizadas todas as 52 cartas na ordem tradicional de 2 a A. A dama de espadas vale 13 pontos. Possui passagem de cartas no início da rodada. Não se pode jogar cartas de valor na primeira rodada. Variante presente em versões do Microsoft Windows.
- Copas Fora - São utilizadas 40 cartas (cartas de valor de 8 a 10 são removidas do baralho). A ordem das cartas é a mesma da sueca, ou seja: 2, 3, 4, 5, 6, Q, J, K, 7, A (crescente). A dama de espadas é conhecida como inquilina e vale 10 pontos. É bastante popular em alguns estados do Brasil, sobretudo no Rio de Janeiro.
- Menos Copas - São utilizadas 40 cartas (retira-se as cartas de valor 8 e 9), utilizando o chamado baralho espanhol. A ordem dos valores é o 3, 2, 1, Rei (12), Cavalo (11), Valete (10), 7, 6, 5 e 4. Somente as cartas de copas tem algum valor e no resto segue as regras das outras variantes. Muito popular no sul do Brasil.
- Copas de Dupla - As regras basicamente são as mesmas que as do Copas "individual" com a diferença que a pontuação é considerada pelo total de pontos da dupla. Na hora do "mon." também existe uma pequena diferença, caso a dupla leve todos os pontos da rodada, fica caracterizado o "mon. da dupla" e então são anotados 26 pontos para a dupla adversária, caso apenas 1 jogador leve todos os pontos da rodada, fica caracterizado o "mon. individual", ai então são anotados 52 pontos para a dupla adversária. O jogo acaba quando alguma dupla atingir 200 pontos, neste caso a dupla adversária é declarada campeã. A estratégia do "Copas de Dupla" é bem mais complexa e interessante que a do Copas "individual" pois é muito mais difícil montar uma estratégia para evitar o "mon." do adversário e o fato de todas as rodadas a dupla obrigatoriamente ter que levar algum ponto (caso contrário será "mon." do adversário) torna o jogo muito mais emocionante. Até hoje o melhor jogador desta modalidade é reconhecidamente o jogador "Jesus da Vivência".
- Copas a dinheiro - Apesar de não ser considerado um jogo de azar, pode-se jogar Copas valendo dinheiro. Essa variante torna o jogo muito mais disputado e emocionante. Todos os participantes devem estar a par do valor apostado antes da partida para que não haja discussões ou brigas na hora de pagar. Em alguns lugares, o vencedor leva o dinheiro dos perdedores da seguinte maneira:

5 centavos pela diferença de pontos entre os perdedores e o ganhador;
1 real extra de cada um que ultrapassou a marca dos 100 pontos.
Exemplo:
O placar final é: Tadeu 50 pontos, Jesus 102 pontos, Emilio 110 pontos e Rodolfo 76 pontos.
Tadeu recebe 3,60 reais de Jesus [(102-50)*0,05 + 1], 4 reais de Emilio e 1,30 reais de Rodolfo, totalizando 8,90 reais.

## Regras
- O jogador que tiver o dois de paus deverá começar o jogo, iniciando com ele.
- O jogador que jogar a carta mais alta do naipe iniciado vence a rodada e começa a rodada seguinte.
- Os jogadores devem seguir o naipe iniciado. Se não tiver uma carta do naipe iniciado, poderá jogar qualquer uma, exceto durante a primeira rodada, quando não pode jogar uma carta de copas ou a rainha de espadas.
- O jogador que iniciar a rodada poderá usar qualquer carta, exceto uma de copas, se ainda não foi usado na rodada.

## Estratégia
A estratégia varia a cada mão, de acordo com as cartas distribuídas. Como a Q♠ é a carta de maior valor (13 pontos), a estratégia envolve em qual jogador vai levar o pudim.
Embora Copas seja um jogo individual, onde cada jogador tenta ganhar ao levar menos pontos, às vezes é necessário jogo em equipe. Principalmente para fazer com que o atual líder leve mais pontos e assim equilibrar o jogo. Levar alguns pontos do jogador que estiver perdendo ou passar cartas favoráveis pode ser uma estratégia boa. O jogo em equipe é muito importante quando se suspeita que um jogador vai tentar acertar a lua. Às vezes é melhor levar a Q♠ do que ver um jogador fazendo o "moon" e todos pontuando 26. Para o líder, a melhor estratégia é "fitiar o pudim", ou seja, jogar cartas de espadas para que o pudim (Q♠) caia na mesa e ele aumente ainda mais sua liderança.

## Dicas
- Jogue as cartas altas no início do jogo, quando for provável que os oponentes tenham cartas de cada naipe e sejam obrigados a utilizá-las ao invés da de copas ou da dama de espadas.
- Não pegue nenhuma carta de copas ou a dama de espadas, a menos que você esteja planejando acertar a lua ou evitar que alguém consiga fazer isso.
- Em mãos onde você tem que passar suas cartas para o oponente, passe os ases e as cartas de figuras.